# 信友直子
信友 直子（のぶとも なおこ、1961年 - ）は、日本のテレビディレクター、ドキュメンタリー映画監督。

## 経歴
広島県呉市生まれ。呉市立片山中学校、広島大学附属高等学校を経て、東京大学文学部を卒業後、森永製菓に入社。広告部に所属していた際に、グリコ・森永事件の取材を受けたことが契機となり、映像制作プロダクションに転職。
2006年に休暇中のインドで列車と接触して骨盤骨折し、2007年には乳がんを発症。2009年、自らのがんの闘病記録のドキュメンタリー『おっぱいと東京タワー〜私の乳がん日記』がニューヨークフェスティバル銀賞、ギャラクシー賞奨励賞を受賞。2010年にはフリー作家に転身した。
2016年9月、両親の老々介護の状況をフジテレビの情報番組『Mr.サンデー』で2週にわたって放送。2018年11月には初の劇場公開作としてドキュメンタリー映画『ぼけますから、よろしくお願いします。』を発表した。動員20万人を超える大ヒットとなり、文化庁映画賞と文化記録映画大賞を受賞した。また、第19回新潮ドキュメント賞候補にあがった。
2020年、呉に長めの帰省を行い、母親を見送っている。父に手を握られながら旅立った母の最期の様子を崇高なものを前にした感覚とその後に話している。
2022年3月25日には『ぼけますから、よろしくお願いします。〜おかえり お母さん〜』が公開された。

## 家族
信友は、父・良則が41歳、母・文子が33歳の時に生まれたひとり娘である。2001年頃から里帰りのたびに家庭用ビデオカメラで両親の様子を撮影して撮りためていた。
2014年に文子が認知症と診断された時に一度は記録するのを躊躇ったが、両親の日常の風景であることを受け止めて記録し続けた。2018年に文子が脳梗塞で倒れた後、故郷に戻ることも考えたが「娘が東京で活躍している姿を見ることが喜びであり希望」「自分たちの介護のために娘の将来を犠牲にすることはいけない」という良則に断られている。『ぼけますから、よろしくお願いします。〜おかえり お母さん〜』（2022年）公開時には100歳を越えた良則は、周囲にサポートを受けながら、2025年2月現在も、104歳で独り暮らしを続けている。